# Sagittaire trifoliée
Sagittaria trifolia
Espèce
Classification phylogénétique
La Sagittaire trifoliée (Sagittaria trifolia), est une espèce de plantes aquatiques de la famille des Alismataceae.